# Pierre-Alexandre Levesque de La Ravalière
Pierre-Alexandre Levesque de La Ravalière (* 6. Januar 1697 in Troyes; † 4. Februar 1762) war ein französischer Historiker, Romanist und Mediävist.

## Leben und Werk
Levesque de la Ravalière studierte Jura in Orléans. Er gab 1742 die Gedichte von Theobald I. (Navarra) (auch bekannt als Graf Thibaut IV. von der Champagne) heraus und wurde in die Académie des inscriptions et belles-lettres gewählt. Dort stand er im Zentrum einer berühmten Kontroverse um die Herkunft der französischen Sprache. Gegen Jean Liron, Charles Pinot Duclos, Antoine Rivet de La Grange, Pierre-Nicolas Bonamy und Jean-Baptiste de La Curne de Sainte-Palaye bestritt er beharrlich die Entwicklung des Französischen aus dem Lateinischen, weil ihm aus nationalistischen Gründen der Gedanke einer Herkunft seiner Sprache quasi aus der Gosse (Vulgärlatein) unerträglich war. Er vertrat die Abstammung des Französischen aus dem Keltischen (Keltenthese).
Das (paradoxe) Verdienst von Levesque de la Ravalière wird von Jens Lüdtke so formuliert: „Ein Einzelner hat dann durch seine uneinsichtige Hartnäckigkeit alle seine Gegner zur Verbesserung der Methoden und zur genaueren Interpretation der Fakten genötigt. Das positive Ergebnis der Polemik La Ravalières war, dass die von der lateinischen Herkunft des Französischen überzeugten Gelehrten nun gezwungen wurden, ihre These ausführlich zu beweisen. Diesen Beweis mit dem um die Mitte des 18. Jahrhunderts erreichten Kenntnisstand verdanken wir eigentlich nur ihm“. (Lüdtke 1987, S. 172)

## Werke
- (Hrsg.) Les Poésies du Roy de Navarre avec des notes et un glossaire françois, précédées de l'Histoire des révolutions de la langue françoise depuis Charlemagne jusqu'à saint Louis, et d'un discours sur l'ancienneté des chansons françoises et de quelques autres pièces, Paris 1742 (moderne kritische Edition: Les Chansons de Thibaut de Champagne, roi de Navarre, hrsg. von Axel Wallensköld, Paris 1925)
- (Hrsg.) Robert Martin Lepelletier, Histoire des comtes de Champagne et de Brie, Paris 1753